# Suffolk County (New York)
Suffolk County is een county in de Amerikaanse staat New York. Suffolk omvat het oosten en midden van het eiland Long Island en nabij liggende kleine eilanden. Het is de meest zuidoostelijke county van de staat New York.
Aan de westkant grenst Suffolk aan Nassau County. De zeestraat Long Island Sound (eigenlijk een estuarium) scheidt Suffolk van de staat Connecticut.
De county heeft een landoppervlakte van 2.363 km² en telt 1.419.369 inwoners (volkstelling 2000). De hoofdplaats is Riverhead.
Het westelijk deel van Suffolk (het midden van Long Island) omvat de "towns" (gemeenten) Babylon, Huntington, Islip, Smithtown en Brookhaven en het Indianenreservaat Poospatuck.
Het oostelijk deel van Suffolk en Long Island, ook wel bekend als East End, omvat de towns Riverhead, Southold, Shelter Island, East Hampton en Southampton en het indianenreservaat Shinnecock. Het oosten van Long Island loopt uit in 2 lange schiereilanden, de North Fork (met Southold) en de South Fork (met East Hampton). Shelter Island en andere eilanden liggen in de Peconic Bay tussen deze beide schiereilanden. Aan de oostzijde ligt ook The Hamptons.